# Джеремая Саллівен Блек
Джеремая Саллівен Блек (англ. Jeremiah Sullivan Black; 10 січня 1810 — 19 серпня 1883) — американський політик і юрист.
Обіймав посаду Державного секретаря США при президенті Джеймсі Б'юкенені.